# Bahram al-Da'i
Bahram al-Da'i (]n arabă بهرام الداعي, „Bahram the da'i [misionar]”) sau Bahram din Astarabad a fost un Nizari Isma'ili pers care a fost șeful Da'i și liderul sectei asasinilor în Siria de după 1113 până la 1128. Deși încercarea sa de a înființa o bază Nizari la Damasc nu a avut succes, el a avut un rol important în organizarea prezenței Nizari în nordul și sudul Siriei.